# 画家のアトリエ
『画家のアトリエ：我が芸術的（また倫理的）生活の七年に及ぶ一時期を定義する写実的寓意画』（フランス語: L’Atelier du peintre. Allégorie Réelle déterminant une phase de sept années de ma vie artistique (et morale)）は、1855年に制作されたギュスターヴ・クールベの油彩画。フランス、パリのオルセー美術館に所蔵されている。

## 概要
クールベは『画家のアトリエ』をフランスのオルナンで1855年に制作した。クールベはこの写実的作品について、「私のアトリエで描かれるべくしてやってきた世界」だと述べた。本作中の人物たちはアレゴリー（寓意像）であり、クールベの画家としての人生に影響を与えた様々なものが表されている。画面左手には、社会のあらゆる階層を表した人物たちがいる。中央では、クールベが風景画を制作しているが、彼はアカデミック美術を象徴するヌード・モデルには背を向けている。画面右手には、クールベの友人や支援者たちがおり、おもにパリの社交界のエリートたちであるその中には、シャルル・ボードレール、シャンフルーリ、ピエール・ジョゼフ・プルードンや、クールベの最も重要なパトロンであったアルフレッド・ブリュイヤスらがいる。
1855年のパリ万国博覧会の審査員団は、クールベの作品11点を博覧会出品に合格としたが、『画家のアトリエ』はその中に入っていなかった。自己宣伝と抗議の意を込めて、クールベは、ブリュイヤスの支援を得て、自作を展示する施設（写実主義パビリオン、Pavillon du réalisme）を公式展示場の近くに設け、その後様々な形で繰り返されることとなった落選展の先駆けとなった。本作を賞賛したものはほとんどおらず、わずかに画家ウジェーヌ・ドラクロワらごく少数が本作を支持したのみであった。本作についてクールベは、『画家のアトリエ』は「社会の最良の部分、最悪の部分、平均的な部分を表現している」と述べている。

## 描写
本作は、クールベが19世紀半ばの芸術における写実主義に関わっていた時期に制作された。本作の制作に時間的な余裕のなかったクールベは、当初の構想の多くを放棄した。その最も明らかな例は、本作の背景にある。当初クールベは、アトリエの奥の壁に、自作の模写を多数並べるつもりだった。しかし、それを完全に描くには時間がなくなり、赤茶色の下地のような色で塗りつぶすことになったのだが、部分的に完成していた画面はそれなりに姿が見えている。

### 画面左側
画面左側には、フランスの日常生活を描いた人々が描かれている。クールベがシャンフルーリに、本作の構想を書き送った書簡によると、ユダヤ人の男性とアイルランド人の女性は、クールベが1848年にロンドンを訪れた際に見かけた人物とされる。クールベのイーゼルのすぐ左側には「マネキン人形」ないし「十字架に架けられた人物」が配されている。この人物は、捻じ曲げられ、捻り潰されているようにも見える。美術史家のベネディクト・ニコルソンやジョルジュ・リアは、この人物を、フランスの芸術アカデミーの芸術の「死」を象徴するものと解釈している。

### 中央
画面の中央には、風景画を制作しているクールベが、ヌードの女性、幼い少年、白い猫とともに描かれている。画中のクールベがカンバスに描いているのはルー川の河谷の風景である。フランスのフランシュ＝コンテ地域圏を流れるこの川は、クールベの故郷オルナンに注ぎ込んでいる。女性の姿は、1854年にジュリアン・ヴァル・ド・ヴィルヌーヴが撮影した写真を踏まえており、アカデミーの芸術を表現したものとも、クールベにとっての写実主義のミューズとも解釈されている。
なお、画面左側の右下に描きこまれた乳飲み子を抱えたアイルランド人女性は、中央の構図の一部と見て解釈する場合もある。

### 画面右側
画面右側には、多数のパリの「エリート」たちが描かれており、その中には画家の友人たちも含まれている。彼らはクールベの芸術家としての経歴に関わって役割を果たした人々であったり、何らかの形で示唆を与えた人々であった。こちら側に描かれた人々の中には、クールベのパトロンであったアルフレッド・ブリュイヤスをはじめ、シャンフルーリ、ピエール・ジョゼフ・プルードン、シャルル・ボードレール、裕福な美術収集家のカップルなど、社交界の人々が描き込まれている.。本作の制作は全面的にオルナンでおこなわれており、パリに居住していたこれらの人物の肖像の大部分は、既存の肖像画や写真に基づいて模写されたものであった。例えば、シャルル・ボードレールの肖像は、1847年にクールベが描いた作家の肖像画から直接模写されたものであった。クールベは、本作の構想についてシャンフルーリに宛てた書簡の中で言及しており、そこから『画家のアトリエ』の解釈の多くが引き出されているのだが、その書簡の中で、画面に描き込めるよう、哲学者で無政府主義者であったプルードンの写真を送ってほしいと要望もしていた。クールベは、シャンフルーリが送った写真に基づいてプルードンの肖像を描いたのである。

## 解釈
- 本作の副題にある、撞着語法「写実的寓意画 (Allégorie réelle)」が意味するところについては、この表現をひねり出したクールベの真意とともに、議論が分かれている。
- クールベがカンバス中のカンバスにルー川河谷を描くことを選んだのは、挑戦的な地方主義（英語版）の表明であった。彼は、フランスのフランシュ＝コンテ地域圏ドゥー県にある故郷の象徴を、まっすぐそのままパリの中心に持ち込み、パリの社交界の名士たちである芸術愛好家や収集家たちの目に晒したのである[9]。
- 『ジュルナル・デ・デバ (Journal des débats)』紙の上に置かれた頭蓋骨は、芸術アカデミーの芸術の死を象徴するものである[5]。
- 画面左手の猟師の足元に積み上げられた物品の中には、ギター、ダガー、羽根つき帽子、バックル付き靴などがあり、ロマン主義芸術運動の死の象徴となっている。それは写実主義の人気の高まりによってロマン主義の死がもたらされることの象徴とも、クールベの作風におけるロマン主義の死の象徴とも思われる[5]。
- この猟師姿の人物は、制作の構想初期には用意されておらず、後から書き加えられたことが分かっているが、これをナポレオン3世と見立てる見解もある[14]。
- リンダ・ノックリンは本作を、社会組織の共同体主義的モデルのひとつであるフーリエ主義に対する、クールベの傾倒の表明と解釈している[15]。